# 魔女獨臂劍
《魔女獨臂劍》（女左膳 濡れ燕片手斬り）為於1969年上映的日本時代劇電影，由大映製作發行，是將知名小說劍客丹下左膳女性化的改編電影。

## 製作人員
- 企劃：八尋大和
- 導演：安田公義
- 編劇：八尋不二
- 攝影：今井ひろし
- 錄音：林土太郎
- 照明：古谷賢次
- 美術：加藤茂
- 音樂：渡邊宙明
- 剪輯：山田弘
- 武術指導：楠本榮一
- 副導演：勝呂敦彥

## 主要演員
- 濡燕刀阿金：安田道代
- 三輪榮三郎：本郷功次郎
- 蒲生泰軒：長門勇
- 青山大膳太夫：小池朝雄
- 阿操：三木本賀代
- 神明五郎藏：小松方正
- 寺門河内守：神田隆
- 高圓大僧正：澤村宗之助
- 大河原源八郎：伊達岳志

## 外部連結
- 女左膳　濡れ燕片手斬り（页面存档备份，存于）（日語）
- 女左膳　濡れ燕片手斬り（日語）
- 女左膳　濡れ燕片手斬り（日語）